# I Luv It (Camila Cabello)
I Luv It è un singolo della cantante statunitense Camila Cabello con la partecipazione del rapper statunitense Playboi Carti, pubblicato il 27 marzo 2024 come primo estratto dal quarto album in studio C, XOXO.

## Descrizione
I Luv It, che vede la partecipazione del rapper statunitense Playboi Carti, è un brano di hyperpop, jersey club e pop sperimentale suonato in tonalità di Fa maggiore a tempo di 151 battiti al minuto. È stato scritto dai due artisti in collaborazione con Radric Davis, Shondrae Crawford, Beninu Abolemiau, Jasper Harris, Howard Kaylan, Mark Volman, Pablo Díaz-Reixa e presenta un campionamento del singolo Lemonade del rapper statunitense Gucci Mane.

## Tracce
Testi e musiche di Camila Cabello, Jordan Carter, Radric Davis, Shondrae Crawford, Beninu Abolemiau, Jasper Harris, Howard Kaylan, Mark Volman e Pablo Díaz-Reixa.
1. I Luv It (feat. Playboi Carti) – 2:54

## Classifiche
| Classifica (2024) | Posizione massima |
| ----------------- | ----------------- |
| Austria           | 59                |
| Canada            | 66                |
| Grecia            | 74                |
| Irlanda           | 47                |
| Polonia           | 40                |
| Portogallo        | 188               |
| Regno Unito       | 61                |
| Slovacchia        | 97                |
| Stati Uniti       | 81                |
| Svizzera          | 66                |